# 常苏民
常苏民（1910年—1993年），男，山西长治人，中国作曲家、音乐教育家，中国音乐家协会常务理事，四川音乐学院首任院长。